# Soumaïla Cissé
Soumaïla Cissé (Timbuctù, 20 dicembre 1949 – Parigi, 25 dicembre 2020) è stato un politico maliano.

## Biografia
Esponente dell'Alleanza per la Democrazia in Mali (Adéma-PASJ), dal 1992 al 1993 fu Segretario generale della Presidenza della Repubblica, durante il mandato del Presidente Alpha Oumar Konaré.
Ministro delle finanze dal 1993 al 1994, nel governo del Primo ministro Abdoulaye Sékou Sow, fu confermato allo stesso dicastero fino al 2000, nel governo di Ibrahim Boubacar Keïta, ricoprendo altresì l'incarico di ministro del commercio dal 1994 al 1997. Nel 2000 entrò a far parte dell'esecutivo guidato da Mandé Sidibé divenendo ministro delle infrastrutture, della pianificazione territoriale e dell'urbanistica; mantenne l'incarico fino al 2002, allorché, candidatosi alle elezioni presidenziali, venne sconfitto dal candidato indipendente Amadou Toumani Touré.
Nel giugno 2003 abbandonò l'Adéma-PASJ e contribuì a fondare l'Unione per la Repubblica e la Democrazia.
Dal 2004 al 2011 fu presidente della commissione dell'Unione economica e monetaria degli Stati dell'Africa occidentale (UEMOA), nell'ambito dell'ECOWAS.
Ripresentò la propria candidatura in occasione delle presidenziali del 2013, in cui fu sconfitto al ballottaggio da Ibrahim Boubacar Keïta; ricandidatosi alle presidenziali del 2018, fu nuovamente sconfitto da Keïta al secondo turno.
È morto il 25 dicembre 2020, a 71 anni, dopo aver contratto il COVID-19 in Francia.